# Regnauville
Regnauville település Franciaországban, Pas-de-Calais megyében. Lakosainak száma 210 fő (2022. január 1.). Regnauville Le Quesnoy-en-Artois, Caumont, Chériennes, Guigny, Labroye és Raye-sur-Authie községekkel határos.

## Népesség
A település népessége az elmúlt években az alábbi módon változott:
| Lakosok száma | 214  | 213  | 215  | 213  | 214  | 215  | 213  | 212  | 210  |
|               | 2013 | 2015 | 2016 | 2017 | 2018 | 2019 | 2020 | 2021 | 2022 |